# Магелланова спиральная галактика
Магелла́новы спира́льные гала́ктики (англ. Magellanic spiral) — карликовые галактики (обычно), обозначаемые как Sm (SAm, SBm, SABm). Являются галактиками с единственным спиральным рукавом; называются так по галактике-прототипу, Большому Магелланову Облаку, галактике типа SBm. Магеллановы спиральные галактики можно считать промежуточным типом между карликовыми спиральными галактиками и неправильными галактиками.

## Магеллановы спиральные галактики
SAm-галактики являются подтипом спиральных галактик без перемычки, а SBm-галактики являются разновидностью спиральных галактик с перемычкой. SABm является подтипом  переходных спиральных галактик.
Галактики типов Sm и Im также классифицируются как неправильные галактики, обладающие некоторой структурой (подтип Irr-1). Sm-галактики часто являются асимметричными и подверженными разрушению. Галактики типа dSm являются карликовыми спиральными или карликовыми эллиптическими галактиками, в зависимости от схемы классификации.
Класс магеллановых спиральных галактик был введён Жераром де Вокулёром при пересмотре классификации галактик Хаббла.

## Классификация
| Название                   | Тип   | Изображение | Информация                                                   | Примечания |
| -------------------------- | ----- | ----------- | ------------------------------------------------------------ | ---------- |
|                            | SAdm  |             |                                                              |            |
|                            | SAm   |             |                                                              |            |
|                            | SABdm |             |                                                              |            |
|                            | SABm  |             |                                                              |            |
|                            | SBdm  |             |                                                              |            |
| Большое Магелланово Облако | SBm   |             | Спутник Млечного Пути, прототип класса магеллановых спиралей |            |
|                            | Sdm   |             |                                                              |            |
|                            | Sm    |             |                                                              |            |

| Название | Тип    | Изображение | Информация | Примечания |
| -------- | ------ | ----------- | ---------- | ---------- |
|          | dSAdm  |             |            |            |
|          | dSAm   |             |            |            |
|          | dSABdm |             |            |            |
|          | dSABm  |             |            |            |
|          | dSBdm  |             |            |            |
|          | dSBm   |             |            |            |
|          | dSdm   |             |            |            |
|          | dSm    |             |            |            |

## Примеры магеллановых спиральных галактик

### SBm
- Большое Магелланово Облако
- Малое Магелланово Облако
- NGC 1311 [3]
- NGC 4618 [4]
- NGC 4236
- NGC 55
- NGC 4214
- NGC 3109

### SABm
- NGC 4625
- NGC 5713

### SAm
- NGC 5204[5]
- NGC 2552